# 振音
振音（vibrato），也可譯顫音，聲樂稱顫吟，弦乐称“揉弦”，為音樂表演技巧，主要運用於弦樂、管樂及人聲。於弦樂器主要是藉由手指在弦上的揉動，達到音高上起伏的效果。和称为「trill」的顫音不同。可在長音加上振音，使效果更加顯著。